# Rita (ca sĩ người Nhật)
Rita (理多 sinh ngày 25 tháng 3) là một nữ diễn viên lồng tiếng người Nhật, đồng thời cô cũng là ca sĩ và người phổ lời nhạc đến từ thành phố Suita, tỉnh Osaka, Nhật Bản. Phần lớn công việc của cô là thực hiện các visual novel người lớn. Đặc biệt, cô là người trình bày toàn bộ các ca khúc có lời cho visual novel Little Busters! của công ty Key. Cô cũng lồng tiếng cho nhân vật A-chan trong visual novel Kud Wafter, cũng là một sản phẩm của Key.

## Danh sách đĩa nhạc
- meaning (13 tháng 8 năm 2010)
- mighty (11 tháng 11 năm 2009)
- magnetism (21 tháng 1 năm 2009)
- motion (7 tháng 12 năm 2007)
- multiple (30 tháng 5 năm 2007)
- mignon (～みにょん～?) (29 tháng 12 năm 2006)
- moment (～もぉめんと～?) (6 tháng 4 năm 2005)
- memoire (～めもわぁる～ ?) (6 tháng 4 năm 2005)
- monologue (～ものろぉぐ～?) (15 tháng 8 năm 2003)
- Rita's Hour04
- doll ~Utahime~ vol. 3 Suzu (doll～歌姫～vol.3 涼?)
- GWAVE SuperFeature's vol.3 "Mermaid Kiss"

## Vai lồng tiếng
- Kud Wafter với vai A-chan